# 复合 (地质)
在地质学中，复合体（Complex）是由两种或多种不同成因类（变质、火成或沉积）岩体组成的岩石单元。
叠覆律不适用于缺乏明显层理的侵入、高度变形或变质岩体。此类岩体被描述为岩相岩体，并根据岩石特征确定和划分。1983年的《北美地层规范》采用了正式术语“岩体”，与“组”（Formation）类似，岩体是基本单元，应具有独特且一致的岩性特征，包括单一岩石类型或两种或两种类型以上岩石的混合物，从而将该单元与其周围的岩石区分开来。一个复合体是由两种或多种岩相组成的组，属于多成因类，它不同于岩套，岩套是由两种或两种以上具有相同成因类的岩石组成的组。